# العلاقات الباربادوسية البالاوية
العلاقات الباربادوسية البالاوية هي العلاقات الثنائية التي تجمع بين باربادوس وبالاو.

## مقارنة بين البلدين
هذه مقارنة عامة ومرجعية للدولتين:
| وجه المقارنة                                              | باربادوس       | بالاو                         |
| --------------------------------------------------------- | -------------- | ----------------------------- |
| المساحة (كم2)                                             | 439            | 465                           |
| عدد السكان (نسمة)                                         | 285.72 ألف     | 21.73 ألف                     |
| الكثافة السكانية (ن./كم²)                                 | 65.08 ألف      | 4.67 ألف                      |
| العاصمة                                                   | بريدج تاون     | نغيرولمود، كورور              |
| اللغة الرسمية                                             | لغة إنجليزية   | لغة إنجليزية، اللغة البالاوية |
| العملة                                                    | دولار بربادوسي | دولار أمريكي                  |
| الناتج المحلي الإجمالي (بليون دولار)                      | 4.80 مليار     | 291.54 مليون                  |
| الناتج المحلي الإجمالي (تعادل القوة الشرائية) بليون دولار | 4.66 مليار     | 326.12 مليون                  |
| الناتج المحلي الإجمالي الاسمي للفرد دولار أمريكي          | 15.43 ألف      | 13.50 ألف                     |
| الناتج المحلي الإجمالي للفرد دولار أمريكي                 | 16.06 ألف      | 14.76 ألف                     |
| مؤشر التنمية البشرية                                      | 0.795          | 0.780                         |
| رمز المكالمات الدولي                                      | +1246          | +680                          |
| رمز الإنترنت                                              | .bb            | .pw                           |
| المنطقة الزمنية                                           | 00             | ت ع م+09:00                   |

## منظمات دولية مشتركة
يشترك البلدان في عضوية مجموعة من المنظمات الدولية، منها:
| علم المنظمة | اسم المنظمة                                 | تاريخ انضمام باربادوس | تاريخ انضمام بالاو |
| ----------- | ------------------------------------------- | --------------------- | ------------------ |
|             | مجموعة دول أفريقيا والكاريبي والمحيط الهادئ | ?                     | ?                  |
|             | مؤسسة التنمية الدولية                       | 29 سبتمبر 1999        | 16 ديسمبر 1997     |
|             | الأمم المتحدة                               | 9 ديسمبر 1966         | 15 ديسمبر 1994     |
|             | البنك الدولي للإنشاء والتعمير               | 12 سبتمبر 1974        | 16 ديسمبر 1997     |
|             | منظمة حظر الأسلحة الكيميائية                | ?                     | ?                  |
|             | مؤسسة التمويل الدولية                       | 25 يونيو 1980         | 16 ديسمبر 1997     |
|             | وكالة ضمان الاستثمار متعدد الأطراف          | 12 أبريل 1988         | 16 ديسمبر 1997     |
|             | تحالف الدول الجزرية الصغيرة                 | ?                     | ?                  |
|             | يونسكو                                      | 24 أكتوبر 1968        | 20 سبتمبر 1999     |

## وصلات خارجية
- موقع وزارة الخارجية الباربادوسية